# Coprococcus
Coprococcus è un genere di batterio appartenente alla famiglia delle Lachnospiraceae.